# Göran Holter
Göran Holter, född 16 november 1963, är en svensk tidigare fotbollsspelare (anfallare).
Under sin karriär representerade han Degerfors IF, IFK Norrköping och SK Brann. Med IFK Norrköping blev han svensk mästare 1989 och vann Svenska cupen tre gånger (1988, 1991 och 1994). Han spelade även ungdoms- och pojklandskamper för Sverige.
Holters son, Christoffer Tapper Holter, är också fotbollsspelare.